# Sandrine Dumas
Sandrine Dumas (Neuilly-sur-Seine, 28 april 1963) is een actrice en producente uit Frankrijk.
Zij is de dochter van de Franse zakenman Jean-Louis Dumas en de oudere zus van Pierre-Alexis Dumas, die het bedrijf van zijn vader overnam.

## Filmografie
- 1984: Liste noire van Alain Bonnot - Nathalie Dufour
- 1985: Le Thé au harem d'Archimède van Mehdi Charef - Anita
- 1986: États d'âme van Jacques Fansten - Marie
- 1987: L'Homme voilé van Maroun Bagdadi - Julie
- 1987: Beyond Therapy van Robert Altman - Cindy
- 1987: Accroche-cœur van Chantal Picault - Sara
- 1988: La Leggenda del santo bevitore van Ermanno Olmi - Gaby
- 1989: Valmont van Miloš Forman - Martine
- 1989: La Valse des pigeons van Michaël Perrotta - Manu
- 1991: Sushi Sushi van Laurent Perrin - Claire
- 1991: La Double Vie de Véronique van Krzysztof Kieślowski - Catherine
- 1992: Écrans de sable van Randa Chabal-Sebbag
- 1994: Come due coccodrilli van Giacomo Campiotti - Claire
- 1996: Caméléone van Bernard Cohen
- 1997: Le temps de l'amour van Giacomo Campiotti
- 2007: Hellphone van James Huth
- 2008: Baby Blues van Diane Bertrand
- 2008: 48 heures par jour van Catherine Castel - Lucie Guérin
- 2009: Le Père de mes enfants van Mia Hansen-Løve - Valérie
- 2010: L'Arbre et la Forêt van Olivier Ducastel en Jacques Martineau - Elisabeth
- 2013: Tu honoreras ta mère et ta mère van Brigitte Roüan - Lucille
- 2014: Terre Battue van Stéphane Demoustier
- 2017: Un beau soleil intérieur van Claire Denis - Ariane
- 2017: Maya van Mia Hansen-Løve - vriendin van Frédéric
- 2023: La Petite van Guillaume Nicloux - veilingmeester